# Sara Barrios
Pour les articles homonymes, voir Barrios.
Sara Barrios Navarro née le 4 septembre 2000, est une joueuse espagnole de hockey sur gazon. Elle évolue au Club de Campo et avec l'équipe nationale espagnole.

## Biographie
Sara est la sœur jumelle de Laura Barrios, également internationale espagnole.

## Carrière
Elle a fait ses débuts le 4 février 2022 contre les Pays-Bas à Valence lors de la Ligue professionnelle 2021-2022.